# Francesco Antonio Turati
Il conte Francesco Antonio Turati (Busto Arsizio, 2 giugno 1802 – Schinznach, 17 agosto 1873) è stato un imprenditore, filantropo e nobile italiano.

## Biografia
Francesco Antonio Turati nacque a Busto Arsizio (MI) il 2 giugno 1802, figlio di Antonio Ilario (1770-1828) e di sua moglie, Anna Maria Crespi (1776-1855). Il padre era un mercante di cotone di modeste origini che aveva aperto una piccola azienda per la lavorazione del prodotto, nella quale Francesco iniziò a lavorare all'età di 12 anni. Con il padre iniziò anche l'attività di ambulante ai mercati, in particolare di Magenta e Saronno, dimostrando un notevole talento in campo commerciale.
Nel 1827 suo padre decise di ritirarsi e cedette l'attività a Francesco che, per i primi quindici anni si associò ad Andrea Radice; in parallelo cercò anche di espandere l'attività di famiglia. Iniziò come fornitore di materia prima acquistata da intermediari, successivamente divenne socio di alcune attività come cotonifici o torciture meccanizzate della famiglia Krumm (in particolare con gli stabilimenti di Eraldo e Andrea), espandendosi poi a collaborare coi Borroni, coi Crespi, con Giovanni Galli, con Giovanni Schoch, con Carlo Martin e con Costanzo Cantoni.
Nel 1842, i filatoi dei quali il Turati era socio coprivano un terzo dell'industria lombarda di filatura, ovvero 30.000 posizioni lavorative. Acquistò anche delle filature per suo conto a Castellanza ed a Carate Brianza sfruttando anche il lavoro domiciliato (1000-1300 telai in tutto), e aprendo dei magazzini per il rifornimento delle proprie aziende. Nel 1844, per seguire meglio i propri affari e dirigere personalmente le importazioni di cotone provenienti dall'America, prese la decisione di trasferirsi a Milano. Divenuto uno dei principali importatori, la sua fortuna si accrebbe quando una delle sue figlie, Erminia, sposò Antonio Ponti, mentre sua nipote Virginia sposò successivamente Andrea Ponti; entrambi erano appartenenti ad un'altra importante famiglia cotoniera lombarda.
Turati aprì filiali a Pavia, Bergamo, Brescia, Verona e Mantova, associandosi ad altri imprenditori del mondo della filatura lombardo-veneta come Giovanni Pigna, il cognato Giuseppe e il nipote Ercole Lualdi, Pietro Forni, Cristoforo Benigno Crespi, Antonio Radice, Benedetto Milani, Giovanni Tirinanzi e incluse nelle sue attività anche il nipote Luigi Turati.
Dopo la rivoluzione del 1848, aprì una nuova azienda a Busto Arsizio nella quale mantenne per sé il 50% delle quote associative, dividendo il restante 50% tra i suoi collaboratori storici (Pigna, Lualdi, Milani e Ambrogio Crespi), concentrandosi ancora di più sull'importazione di cotone grezzo. Nel contempo acquistò la filatura dei fratelli Vanzina nel Verbano e delle quote del filatoio di Montorio Veronese, come pure si associò al linificio Trombini di Melegnano, alla cartiera Maglia e Pigna di Vaprio d'Adda e Anzano, alla società siderurgica Badoni, all'industria di terrecotte Boni di Lecco e alla ditta botanica ed agraria Bordini di Milano.
Venne coinvolto in una serie di imprese rilevanti per la Lombardia dell'epoca come ad esempio la costruzione nel 1855 della ferrovia Milano-Gallarate insieme a Costanzo Cantoni e fu tra i primi imprenditori ad aderire con una cospicua quota associativa alla Imperial-regia società privilegiata delle strade ferrate lombardo-venete e dell'Italia Centrale. Divenne nel contempo socio della Società d'incoraggiamento d'arti e mestieri, fu consigliere della camera di commercio di Milano e del comune del capoluogo lombardo, nonché sostenitore del Teatro alla Scala.
Nel 1862, ottenne per meriti e per censo il titolo di conte, non mancando di distinguersi anche in diverse opere filantropiche. Acquistò nel contempo una villa ad Alzate Brianza e qualche anno dopo si fece costruire anche un palazzo neorinascimentale a Milano, interessandosi anche dell'acquisto di terreni agricoli e promuovendo lo studio delle specie animali, vegetali e minerali delle campagne.
Nel 1863, durante la cotton famine che mise in crisi l'industria cotoniera durante la guerra civile americana, Turati decise di erigere a Busto Arsizio un opificio di tessitura, pur continuando a condurre i propri affari come importatore di materia prima.
Morì il 17 agosto 1873 nella località dei bagni di Schinznach, in Svizzera, dove si era ritirato per delle cure termali. I suoi figli ed eredi, pur perseguendo altre carriere, rimasero soci dell'azienda paterna con delle quote.

## Matrimonio e figli
Francesco Turati sposò Angela Pigna (1801-1859), dalla quale ebbe quattro figli: 
- Giuseppina (1826-1899)
- Ercole (1829-1881), ornitologo
- Erminia (1832-1909)
- Ernesto (1834-1918)